# C/2004 Q2 (Machholz)
C/2004 Q2 (Machholz) ist ein Komet, der zum Jahreswechsel 2004/2005 mit bloßem Auge beobachtet werden konnte.

## Entdeckung und Beobachtung
Der US-amerikanische Amateurastronom D. E. Machholz suchte seit 1975 regelmäßig nach Kometen. Bis 1994 hatte er bereits neun neue Kometen entdeckt. Danach war er erfolglos bis zum 27. August 2004, als er in Kalifornien in der Morgendämmerung mit seinem 15-cm-Teleskop seinen zehnten Kometen entdeckte. Nur knapp sechs Stunden später konnte die Entdeckung durch Beobachtungen am Siding-Spring-Observatorium bestätigt werden. Nachträglich konnte der Komet auch bereits auf Aufnahmen von Amateurastronomen aus dem Mai gefunden werden. Zum Zeitpunkt seiner Entdeckung hatte der Komet eine Helligkeit von etwa 11 mag und war noch knapp 2,5 AE von der Sonne und 2,2 AE von der Erde entfernt. Erste Bahnberechnungen deuteten bereits darauf hin, dass der Komet zum Jahreswechsel 2004/2005 freiäugig beobachtet werden könnte.

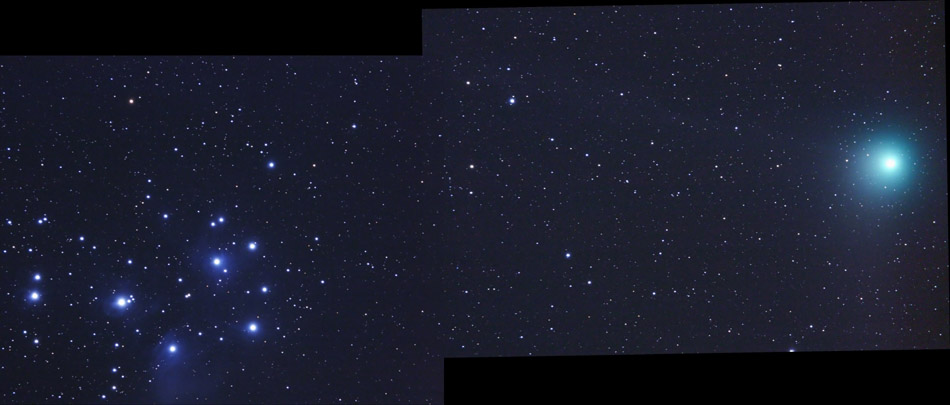
Komet Machholz mit Plejaden, 8. Januar 2005

Der Komet stand für Beobachter auf der Nordhalbkugel zunächst sehr tief über dem Horizont, aber er begann sich Ende Oktober 2004 rasch nach Norden zu bewegen. Anfang November lag die Helligkeit noch bei 8 mag, doch Mitte November erreichte sie schon 6 mag, so dass der Komet in der Folge während der zweiten Nachthälfte schon mit bloßem Auge gesehen werden konnte. Ende des Jahres lag die Helligkeit bei 4 mag und der Komet konnte während der ganzen Nacht beobachtet werden, sein Schweif war dabei eher unauffällig. Um den 7. Januar bewegte sich der Komet bei seiner maximal erreichten Helligkeit von 3,5–4 mag in geringem Abstand von unter 3° am Sternhaufen der Plejaden vorbei, Ende Januar passierte er mit einer Helligkeit von 4 mag auch noch im Abstand von etwa 5° den Doppelsternhaufen h und Chi Persei. Im Januar wurde auch die größte Schweiflänge von über 5° beobachtet. Am 9. März näherte er sich bis auf etwa 5° dem Polarstern, zu dieser Zeit war der Komet aber kaum mehr mit bloßem Auge sichtbar. Teleskopisch konnte er noch bis September 2006 beobachtet werden.
Machholz erhielt dafür im Jahr 2005 gemeinsam mit dem Entdecker eines anderen Kometen den Edgar Wilson Award.

## Wissenschaftliche Auswertung
Mit dem Near InfraRed echelle SPECtrograph (NIRSPEC) am 10-m-Teleskop II des Keck-Observatoriums auf dem Mauna Kea konnten im November 2004 und Januar 2005 Infrarot-Spektrallinien der Substanzen Wasser, Methan (CH4), Ethin (C2H2), Ethan (C2H6), Kohlenstoffmonoxid (CO), Formaldehyd (H2CO), Methanol (CH3OH), Cyanwasserstoff (HCN) und Ammoniak (NH3) gefunden und ihr Mischungsverhältnis bewertet werden. Mit dem gleichen Instrument wurden auch Ende Januar weitere Spektren der flüchtigen Substanzen Wasser, HCN, C2H2, NH3, CH4, C2H6, CH3OH und H2CO gewonnen, deren Mischungsverhältnis relativ zu Wasser bestimmt wurde. Die Ergebnisse wurden mit denen anderer Kometen aus der Oortschen Wolke verglichen. Der Komet Machholz könnte demnach eher in inneren Bereichen des solaren Urnebels entstanden sein. Dies wurde auch bestätigt durch die Abschätzung des Deuterium/Wasserstoff-Verhältnisses in Methan. Aus den Messergebnissen wurde auch das Verhältnis von Ammoniak zu Wasser und die Produktionsrate von NH2 abgeleitet.
Aus Beobachtungen am Lulin-Observatorium in Taiwan und am La-Silla-Observatorium in Chile zwischen Dezember 2004 und Januar 2005 konnte die Produktionsrate von C2 und NH2 ermittelt werden. Dabei wurden auch zwei spiralige Gasstrahlen beobachtet, die aus zwei aktiven Regionen des rotierenden Kometen ausgestoßen wurden. Eine Rotationsperiode des Kometenkerns konnte aus den Daten aber nicht abgeleitet werden. Dies gelang im Januar 2005 bei einer gezielten Untersuchung mit dem 1,2-m-Mercator-Teleskop am Roque-de-los-Muchachos-Observatorium auf La Palma. Dabei wurde eine Rotationsperiode des Kerns von etwa 9,1 Stunden abgeleitet (der doppelte Wert konnte aber nicht ausgeschlossen werden). Am 12. Januar konnten mit der Merope-Kamera an diesem Teleskop im Gasschweif des Kometen zwei sich aufeinander zu bewegende Ionenstrahlen beobachtet werden. In Verbindung mit gleichzeitigen Daten der Satelliten Solar and Heliospheric Observatory (SOHO) und Advanced Composition Explorer (ACE) konnte dies auf eine lokale Erhöhung der Geschwindigkeit des Sonnenwinds zurückgeführt werden.
Am 2. und 15. Januar 2005 wurden am Vainu-Bappu-Observatorium in Indien drei Staubfontänen des Kometen beobachtet und daraus die Lage von drei aktiven Zonen auf dem Kometenkern und eine Rotationsperiode des Kerns von 0,38 ± 0,08 Tagen bestimmt.
Mit dem Cosmic Hot Interstellar Plasma Spectrometer (CHIPS) an Bord des Satelliten CHIPSat konnten im Januar 2005 Spektren des Kometen im extremen Ultraviolett gewonnen werden, aus denen auf das Vorkommen von O, C, N, Ne und Fe geschlossen werden konnte.
Mit dem 10-m-Submillimeter Telescope (SMT) am Arizona Radio Observatory (ARO) konnten im Januar 2005 die Produktionsraten mehrerer flüchtiger Substanzen (CH3OH, HCN, H13CN, HNC, H2CO, CO und CS) in der Kometenkoma bestimmt werden. Aufgrund der Messwerte wurde angenommen, dass der Komet bereits mindestens einmal in Sonnennähe war und dabei aufgeheizt wurde. Auch mit dem 60-cm-Teleskop des Astronomischen Observatoriums Andruschiwka in der Ukraine wurden Ende Januar spektroskopische Messungen im Infraroten durchgeführt. Dabei wurden die Emissionslinien von C2, C3, CN, NH2, CH, H2O+ und CH+ im Spektrum gefunden.
Anfang Februar sowie Anfang und Mitte März 2005 wurde der Komet polarimetrisch und photometrisch mit dem 0,7-m-Teleskop am Charkiw-Observatorium der Nationalen W.-N.-Karasin-Universität in der Ukraine beobachtet. Der Polarisationsgrad und die ermittelten Produktionsraten von CN, C3, C2 und Staub führten zur Einschätzung, dass der Komet Machholz in vieler Hinsicht ein typischerweise staubiger Komet ist.
Mit dem Galaxy Evolution Explorer (GALEX) wurde Anfang März eine Aufnahme des Kometen im fernen Ultraviolett (FUV) angefertigt und hinsichtlich der Beständigkeit von atomarem Kohlenstoff gegenüber Ionisation durch den Sonnenwind und andere Ursachen ausgewertet.
In einer Untersuchung von 2011 wurden nach einem neuartigen Verfahren aus den photometrischen Helligkeiten, den Parametern für die nicht-gravitativen Kräfte auf den Kometen und der Produktionsrate von Wasser für die Masse des Kometen ein Wert von etwa 1,0∙1013 kg (Unsicherheit ±30 %) abgeleitet. Mit einer angenommenen mittleren Dichte ergab sich daraus ein Radius des Kometenkerns von etwa 1,8 km. Da für den Kometen hinreichende Daten vorlagen über die auf ihn einwirkenden nicht-gravitativen Kräfte durch Ausgasung insbesondere von Wasser und ebenso über die Menge an sublimierendem Wasser (für den Kometen standardisiert in 1 AE Abstand von der Sonne in der Größenordnung von 6,2∙1029 Molekülen pro Sekunde, entsprechend etwa 19 t/s), konnte in einer Untersuchung von 2022 der Radius des Kometenkerns mit zwei verschiedenen Methoden abgeschätzt werden. Es wurde dafür ein Wert von 3,0 ± 0,9 km gefunden.

## Umlaufbahn
Für den Kometen konnte aus 3612 Beobachtungsdaten über einen Zeitraum von 2 Jahren eine elliptische Umlaufbahn bestimmt werden, die um rund 39° gegen die Ekliptik geneigt ist. Die Bahn des Kometen steht damit schräg gestellt zu den Bahnen der Planeten. Im sonnennächsten Punkt (Perihel), den der Komet am 24. Januar 2005 durchlaufen hat, war er noch etwa 180,3 Mio. km von der Sonne entfernt und befand sich damit im Bereich zwischen den Umlaufbahnen der Erde und des Mars. Während seiner Passage des inneren Sonnensystems erfuhr der Komet einige relativ nahe Vorbeigängen an den äußeren, aber nur wenige an den inneren Planeten:
| Datum           | Planet     | Min. Abstand (in AE) |
| --------------- | ---------- | -------------------- |
| Juni 1995       | Neptun     | 16,0                 |
| September 1998  | Uranus     | 9,3                  |
| 5. Januar 2005  | Erde       | 0,35                 |
| 18. Januar 2005 | Saturn     | 7,9                  |
| 14. August 2005 | (2) Pallas | 0,56                 |
| 21. Juni 2006   | Jupiter    | 2,70                 |

Die größte Annäherung an die Erde entspricht einer Entfernung von etwa 51,9 Mio. km.
Nach den Bahnelementen, wie sie in der JPL Small-Body Database angegeben sind und die auch nicht-gravitative Kräfte auf den Kometen berücksichtigen, bewegte sich der Komet lange vor seiner Passage des inneren Sonnensystems noch auf einer elliptischen Bahn mit einer Exzentrizität von etwa 0,99952 und einer Großen Halbachse von etwa 2540 AE, so dass seine Umlaufzeit bei 128.000 Jahren lag. Durch die Anziehungskraft der Planeten, insbesondere durch Saturn und Jupiter, und durch die Ausgasungseffekte in Sonnennähe wurde seine Bahnexzentrizität deutlich auf etwa 0,99777 und seine Große Halbachse auf etwa 538 AE verringert, so dass sich seine Umlaufzeit auf etwa 12.500 Jahre verkürzt.